# Sanyo Electric

Logo

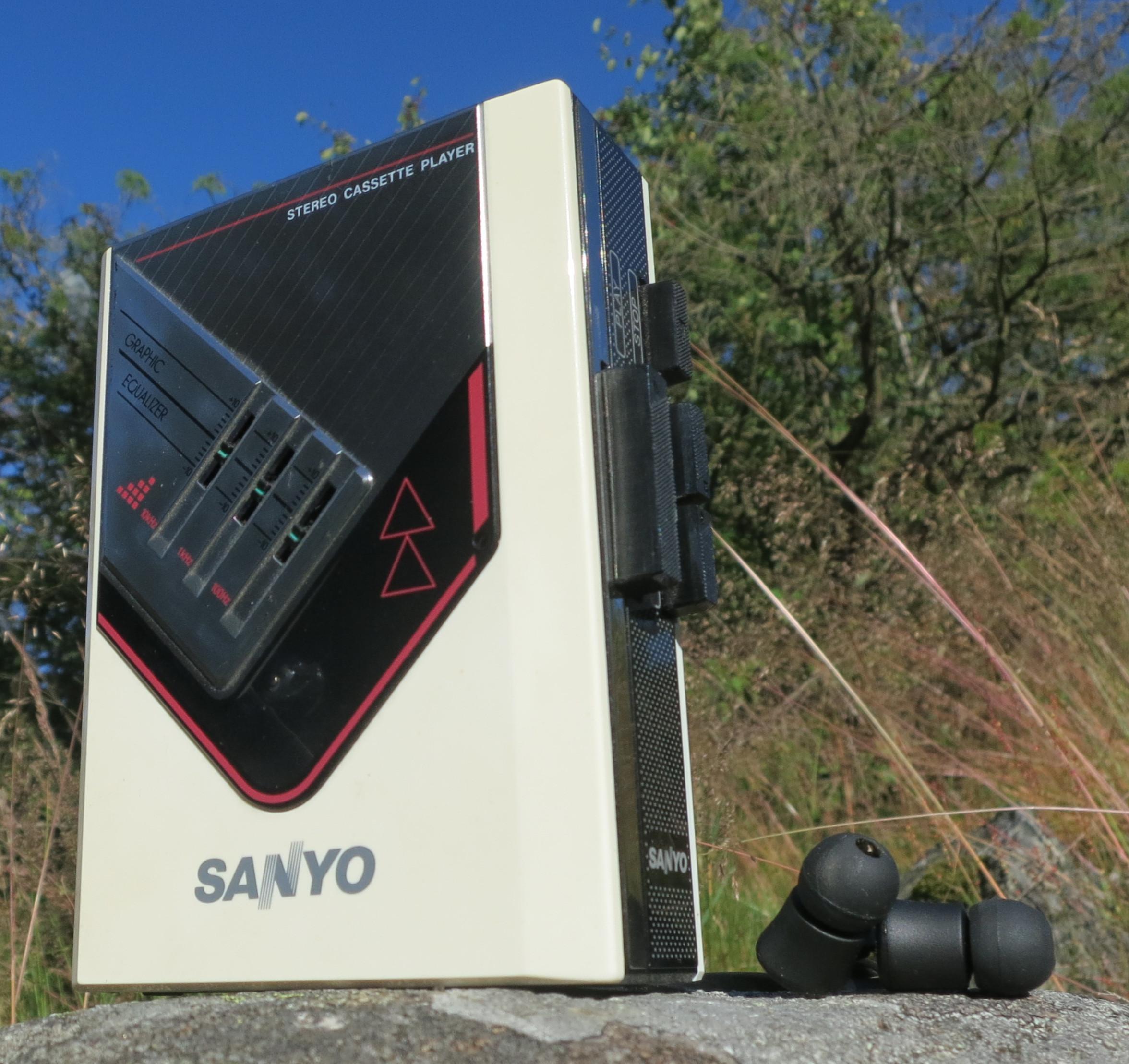
De MGP-27 cassettespeler van Sanyo uit eind jaren 80.

Sanyo Electric (三洋電機 San'yō Denki, "三洋" oftewel Drie oceanen) was een Japans elektronicaconcern. Het hoofdkwartier van het concern stond in Moriguchi (Osaka).

## Activiteiten
Sanyo Electric produceerde onder andere beeldschermen, digitale camera's, projectoren, televisieschermen, home cinema en HiFi apparatuur. Er werkten meer dan 100.000 mensen.

## Geschiedenis
Sanyo Electric Works werd in 1947 opgericht en een van de eerste producten was een dynamo en lamp voor fietsen. In 1950 werd de naam gewijzigd in Sanyo Electric Co., Ltd. In 1952 werd een entree gemaakt in de markt voor consumentenelektronica met een plastic radio en een jaar later volgde een wasmachine. In 1954 kreeg het bedrijf een beursnotering op de effectenbeurs van Tokio. 
In 1964 werd gestart met de productie van nikkel-cadmiumbatterijen. Vijf jaar later opende het bedrijf een eigen winkelketen om de verkoop van de producten te bevorderen. In 1990 kwamen de nikkel-hydridebatterijen op de markt. Eind jaren zeventig werden de eerste zonnecellen op basis van amorf silicium ontwikkeld en de productie kwam in 1982 op gang. Sanyo Electric produceerde ook mobiele telefoons, maar in 2008 werd deze activiteit afgestoten aan Kyocera Corporation. 
Sinds december 2009 heeft de Panasonic Corporation een meerderheidsbelang van 50,05% in Sanyo Electric. In 2010 deed Panasonic een succesvol bod op de overige aandelen van Sanyo. De beursnotering van Sanyo Electric werd in het voorjaar van 2011 gestaakt en de activiteiten geïntegreerd met die van Panasonic.